# 绢茸火绒草
绢茸火绒草（学名：Leontopodium smithianum）为菊科火绒草属的植物，分布于中国大陆北部，生长于海拔1,500米至2,400米的地区，常生于低山、亚高山草地以及干燥草地，目前無人工引种栽培技術。